# 岳の幟
岳の幟（たけののぼり）とは、長野県上田市別所温泉地区に伝わる、雨乞いの儀式が祭事化した行事、夏祭り。別所温泉の岳の幟行事という名称で『記録作成等の措置を講ずべき無形の民俗文化財』に選択されている。

## 由来
同地区は、塩田平の南西に位置し、旱魃に見舞われることが多く、1504年（永正元年）におきた大旱魃の折、同地区西南西に位置する、夫神岳（1,250.1m）に青木村夫神地区と別所地区の人々が、「何卒雨降らせ給え」と雨乞いを祈願したことで、三日に渡り降雨し、作物が蘇り豊作となった。
その後、夫神岳の山頂に九頭竜神を祀った祠を建立、毎年各家で織った3丈の長幟を奉納し、感謝と祈願したことが起源。
祠建立の折に、祠を夫神地区と別所地区のどちらに向けるか、で争いになったが、夫神岳の山頂に向けて、牛・馬を競走させることで、決着をつけた。その際、牛・馬はくじ引きで決められ、別所地区は牛、夫神地区は馬で争われた。歩くことの遅い牛が勝って別所に向けたという話が伝えられており、現在、祠は別所の方角である東を向いている。

## 近況
現在は毎年7月15日付近の日曜日に行われている。又、その前日の土曜日には祇園祭を開催して、同地区の観光の目玉としている。最近では、長野オリンピック閉会式のアトラクションとして採用され、知名度が上がっている。